# ジャン＝ピエール・デュピュイ
ジャン＝ピエール・デュピュイ（Jean-Pierre Dupuy、1941年2月20日 - ）は、フランスの思想家。専門は科学哲学。理工科学校社会・政治哲学名誉教授。スタンフォード大学教授やフランス放射線防護原子力安全研究所（IRSN）倫理委員会の委員長を歴任。

## 著書
- 『秩序と無秩序――新しいパラダイムの探求』、古田幸男訳、法政大学出版局、1987年
- 『犠牲と羨望――自由主義社会における正義の問題』、米山親能・泉谷安規訳、法政大学出版局、2003年
- 『ツナミの小形而上学』、嶋崎正樹訳、岩波書店、2011年
- 『チェルノブイリある科学哲学者の怒り――現代の「悪」とカタストロフィー』、永倉千夏子訳、明石書店、2012年 ISBN 978-4750335520
- 『ありえないことが現実になるとき――賢明な破局論にむけて』、桑田光平・本田貴久訳、筑摩書房、2012　ちくま学芸文庫、2020年
- 『経済の未来――世界をその幻惑から解くために』、森元庸介訳、以文社、2013年
- 『カタストロフか生か――コロナ懐疑主義批判』渡名喜庸哲監訳、明石書店、2023年

### 共著・編著
- 『物の地獄――ルネ・ジラールと経済の論理』、ポール・デュムシェルと共著、織田年和・富永茂樹訳、法政大学出版局、1990年
- 『ジラールと悪の問題』、M・ドゥギーと共編、古田幸男ほか訳、法政大学出版局、1986年